# Oskar Stübben

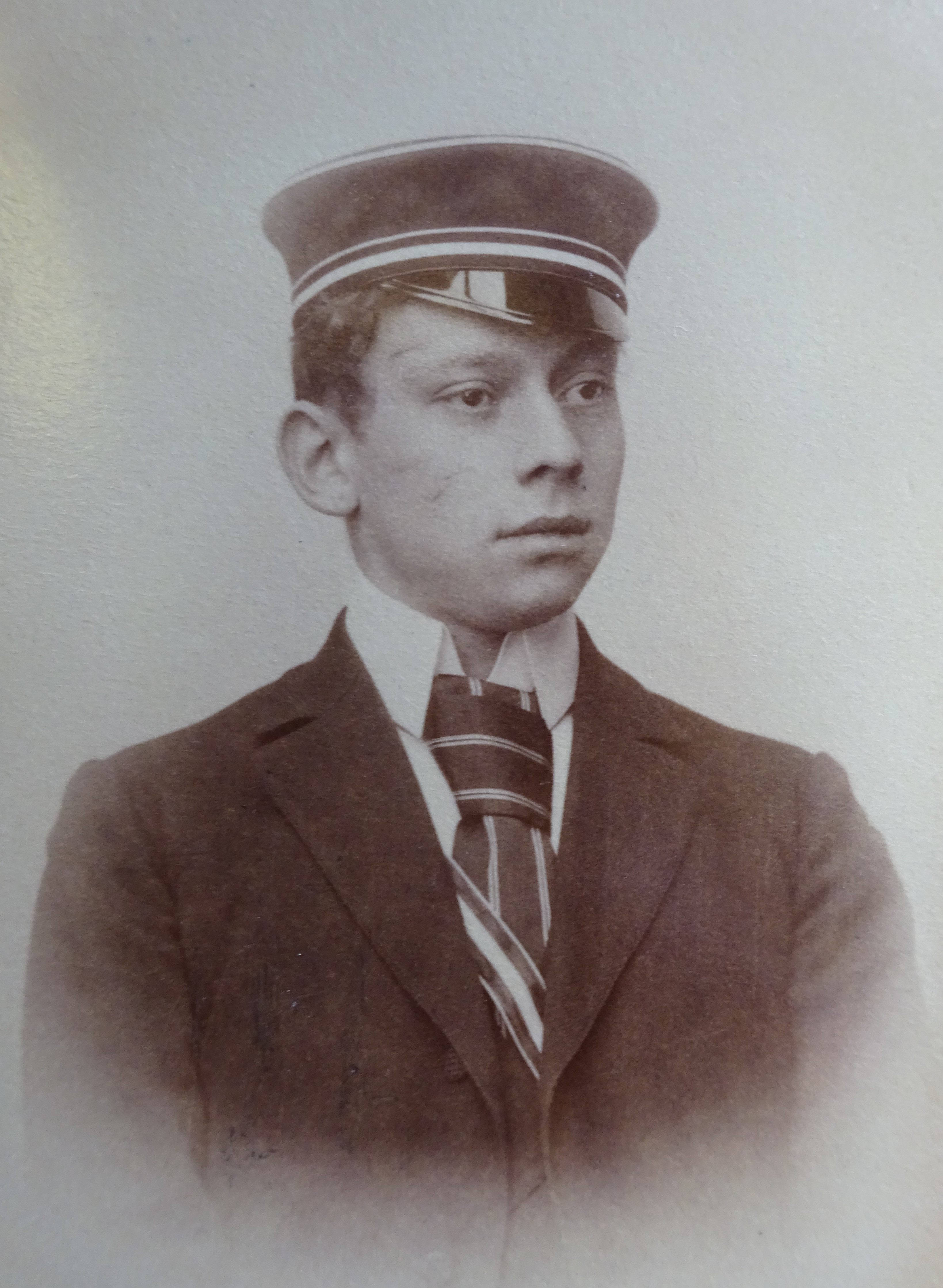
Oscar Stübben als Tübinger Preuße (1899)

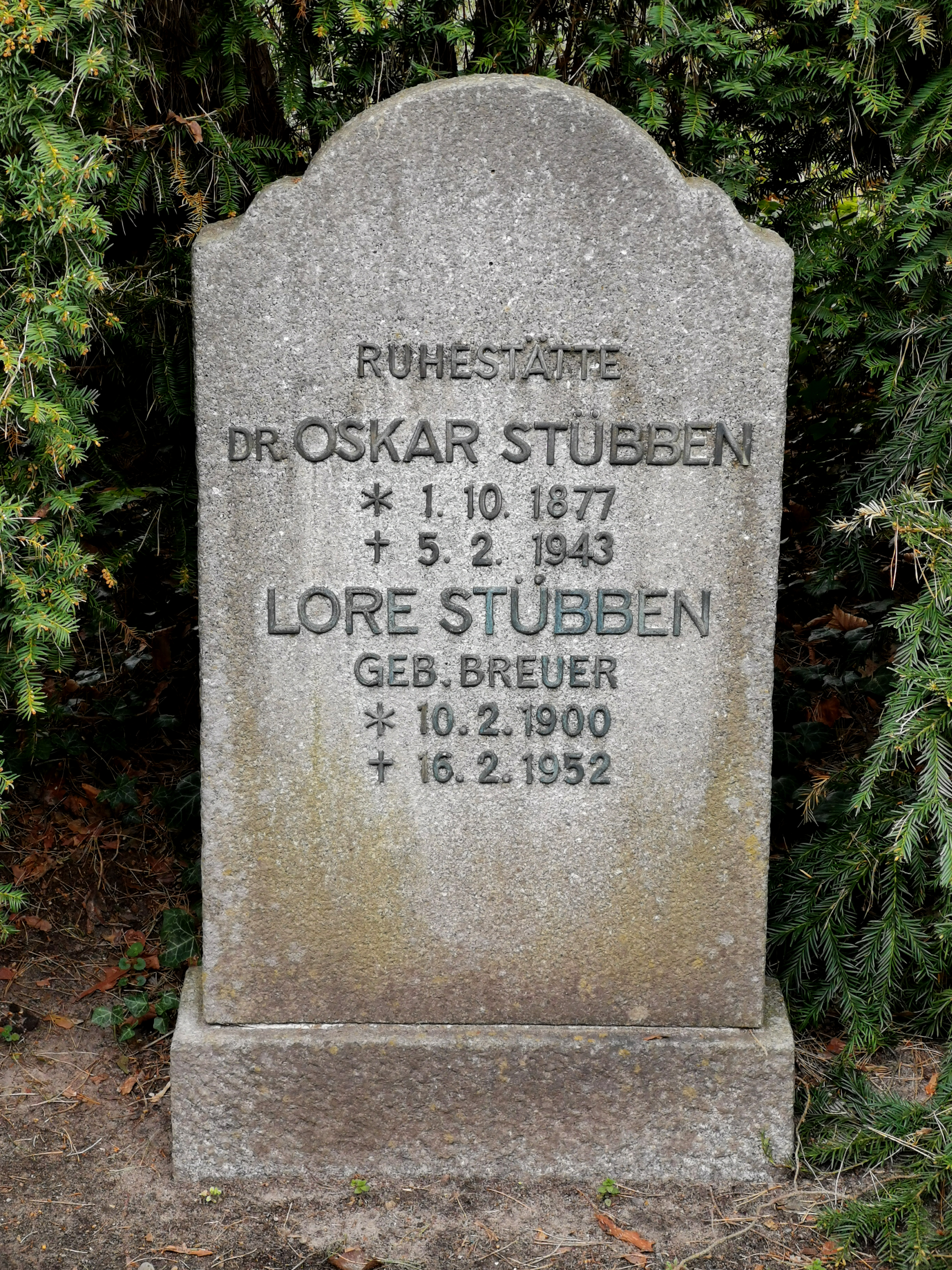
Grab auf dem Friedhof Wannsee (Lindenstraße) in Berlin-Zehlendorf

Oskar Stübben (* 1. Oktober 1877 in Aachen; † 5. Februar 1943 in Berlin) war ein deutscher Verwaltungsjurist und Bank- und Versicherungsmanager.

## Leben
Oskar Stübben war ein Sohn des bekannten Architekten und Stadtplaners Josef Stübben. Er begann ein Studium der Rechtswissenschaften an der Eberhard-Karls-Universität Tübingen und wurde 1898 im Corps Borussia Tübingen aktiv. Als Inaktiver wechselte er an die Universität Montpellier, die Universität Grenoble und die Rheinische Friedrich-Wilhelms-Universität Bonn. Zum Dr. iur. promoviert, trat er 1900 in den preußischen Staatsdienst. Am 1. Juli 1907 wurde er Leiter der Deutschen Pfandbriefanstalt in Posen. Berufen wurde er vom Ostmarkenreferent Alfred Hugenberg. Nach dem Ersten Weltkrieg und dem Ende der Monarchie war er 1919 Landrat des Kreises Recklinghausen, 1919–1933 Finanzpräsident in Braunschweig und Präsident der Braunschweigischen Staatsbank, der Feuer- und Lebensversicherungsanstalten und der Landessparkasse. 1933 wurde Stübben aus seinen Ämtern entlassen.
Seiner Beurlaubung bzw. seiner Versetzung in den Ruhestand vorausgegangen war eine massive Verleumdungskampagne gegen ihn. Diese wurde von den Nationalsozialisten mit Hilfe der Braunschweigischen Landeszeitung geführt. Dagegen wehrte er sich auch gerichtlich. Die NSDAP hatte außerdem in Braunschweig und Wolfenbüttel öffentliche Volksversammlungen abgehalten und gegen Stübben gehetzt. Auf einer Parteiversammlung am 15. Februar 1932 in Schöningen erklärte Kurt Bertram (Mitglied des Landtags, NSDAP), „so wie mit Stübben werde das Dritte Reich auch mit anderen Vampiren des deutschen Volkes aufräumen“. Seit 1930 regierte die NSDAP in Braunschweig mit der „Bürgerlichen Einheitsliste“. Ihnen war Stübben, der parteipolitisch neutral war, ein Dorn im Auge. Da er katholisch war, wurde er unter anderem als linker Zentrumsmann verunglimpft.
Als im Juni 1931 die DaNat-Bank u. a. aufgrund geplatzter Kredite zusammenbrach und das Vertrauen das gesamte deutsche Bankensystem erschüttert wurde, startete eine Abhebewelle auf Konten aller Kreditinstitute und die Deutsche Bankenkrise begann. Betroffen waren nicht nur die Privatbanken, sondern auch die Staatsbanken der einzelnen Länder des Deutschen Reichs. In Braunschweig wurde deswegen ein Untersuchungsausschuss eingesetzt, der auch gegen Stübben ermittelte. Er konnte ihm aber kein Fehlverhalten nachweisen. Stübben konnte darlegen, dass er die Staatsbank erfolgreich geführt hatte. Die Braunschweigische Staatsbank war fast als einzige nicht von den Ereignissen nach dem Konkurs der DaNat-Bank betroffen und bedurfte nicht der neu geschaffenen Akzept und Garantie-Bank. Nicht ganz schuldlos an der Bankenkrise war die Politik der Reichsbank unter ihrem Präsidenten Hjalmar Schacht (1923–1930) gewesen, der zur „nationalen Opposition“ übergegangen war. Diese hatte Stübben nach seinen Ausführungen in den Personalakten auf das Heftigste kritisiert. Auch dies ist ein Motiv für das „politische Kesseltreiben“ gegen Stübben.
Der Untersuchungsausschuss war auch ein Angriffspunkt der Nationalsozialisten und der Landeszeitung gegen Stübben. Gegen die Zeitung und ihren Schriftleiter führte er daher einen Rechtsstreit im Januar 1932 über zwei Instanzen wegen Verleumdung. Er hatte eine einstweilige Verfügung gegen die Landeszeitung beantragt, einige Behauptungen nicht mehr zu verbreiten. Hierbei ging es um übelste Diffamierungen gegen Stübben im Bezug auf den Untersuchungsausschuss. Er obsiegte in beiden Instanzen. Stübben hatte am 2. Januar 1932 Urlaub beantragt. Dieses Gesuch begründete er damit, dass er gesundheitlich angeschlagen sei, nicht zuletzt wegen der gegen ihn erhobenen Vorwürfe. Der neue braunschweigische Finanzminister Werner Küchenthal gab diesem Gesuch statt. Küchenthal war von der DNVP zur NSDAP gewechselt. Er war bereits früher, als er noch Mitglied der DNVP war, Minister im Kabinett Marquordt gewesen.
Danach setzten die Nationalsozialisten zum Vernichtungsschlag gegen Stübben an. Sie sperrten sämtliche Zahlungen an ihn und leiteten diverse Ermittlungsverfahren gegen ihn ein. Beantragt wurde u. a. ein Strafbefehl wegen Devisenvergehen. Ihm wurde vorgeworfen, Devisen nicht innerhalb der gesetzlich vorgeschriebenen Frist der Bank zum Ankauf angeboten zu haben. Das Amtsgericht machte jedoch klar, dass hier kein Vorsatz, sondern allerhöchstens Fahrlässigkeit vorliege und verweigerte auch nach Nachbesserung den Erlass eines Strafbefehls.
Seine Gegner versuchten nun einen anderen Ansatz. Ihm wurde vorgeworfen, Tantiemen unberechtigt für sich behalten zu haben. Stübben war als Staatsbankpräsident Mitglied in zahlreichen Aufsichtsräten von Unternehmen der Region. Hier erhielt er Tantiemen in erheblicher Höhe. Er führte hiervon 25 % an die Staatsbank ab. Man machte ihm zum Vorwurf, er habe als Staatsbeamter gar kein Geld annehmen dürfen. Stübben ging juristisch gegen die Kürzung seiner Bezüge vor. Hierbei wurde er von dem jüdischen Rechtsanwalt Mielziner (in Kanzlei Magnus, Salomon und Mielziner, Braunschweig) vertreten. Das Ganze zog sich fast ein Jahr hin, ohne dass es zu einem Gerichtsverfahren kam. In dieser Zeit erhielt Stübben kein Geld. Er schloss Ende 1932 einen Vergleich, um wenigstens etwas Geld zu erhalten. Dabei verzichtete er auf 4/5 seiner Pensionsansprüche und zahlte rund 50.000 Reichsmark an das Land.
Stübben starb 1943 im Alter von 65 Jahren.